# Île aux Cygnes

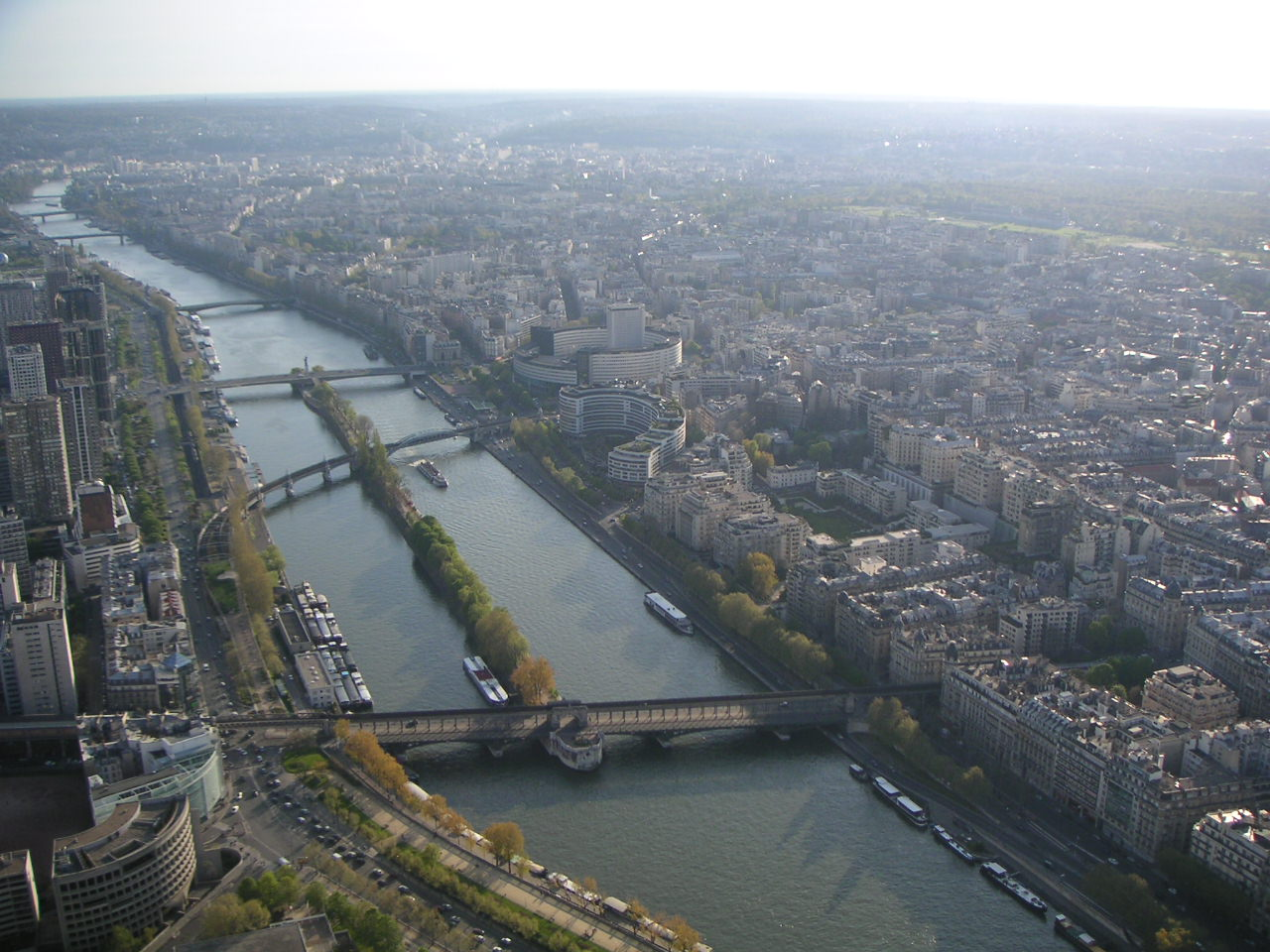
L'Île aux Cygnes vista dalla Torre Eiffel

L'Île aux Cygnes (letteralmente isola dei cigni) è un'isola artificiale al centro della Senna a Parigi, tra il Pont de Bir-Hakeim e il Pont de Grenelle. Al centro è attraversata dal Pont Rouelle.
Lunga 890 metri ma larga solo 11, è percorsa per tutta la lunghezza da un viale alberato chiamato Allée des Cygnes. È accessibile dal Pont de Grenelle tramite una passerella pedonale e dal Pont Bir-Hakeim tramite una scalinata.
Al suo termine, a pochi metri dal Pont de Grenelle, si trova una replica della Statua della Libertà.

## Storia
Costruita nel 1827, si trattava inizialmente di una diga a servizio del porto fluviale di Grenelle. Nel 1878 vi fu costruito sopra un viale alberato che col tempo è arrivato ad ospitare 322 alberi di 61 specie diverse, oltre a moltissime panchine.
Dal 2007 costituisce uno scalo del "Porto autonomo di Parigi", dotato di un imbarcadero e di un molo di attracco.

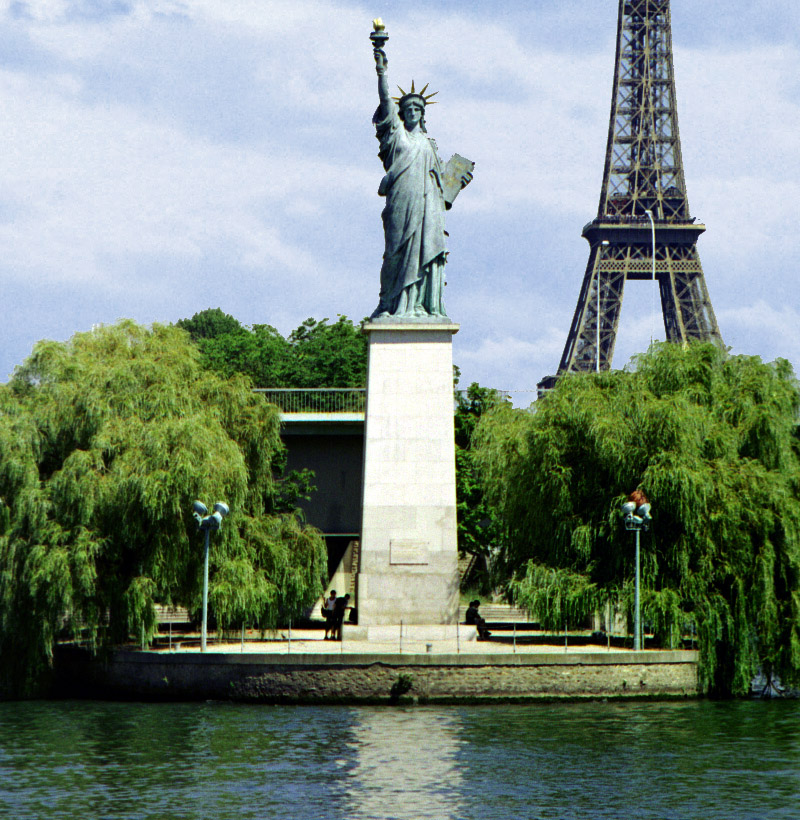
La replica parigina della Statua della Libertà

## La replica della Statua della Libertà
Il 15 novembre 1889, tre anni dopo l'inaugurazione della Statua della Libertà di New York, una sua replica fu costruita a Parigi al termine dell'Île aux Cygnes, subito dopo il Pont de Grenelle.
Costruita da Auguste Bartholdi, fu offerta alla città di Parigi dai francesi residenti negli Stati Uniti d'America, in occasione del primo centenario della Rivoluzione francese.
Installata inizialmente in modo che guardasse la Torre Eiffel, fu in seguito girata in modo che non desse le spalle al Palazzo dell'Eliseo. Sul basamento è stata posta una placca con un'iscrizione che riporta le date delle due rivoluzioni, americana e francese: « IV Juillet 1776 = XIV Juillet 1789 ».

## Galleria d'immagini

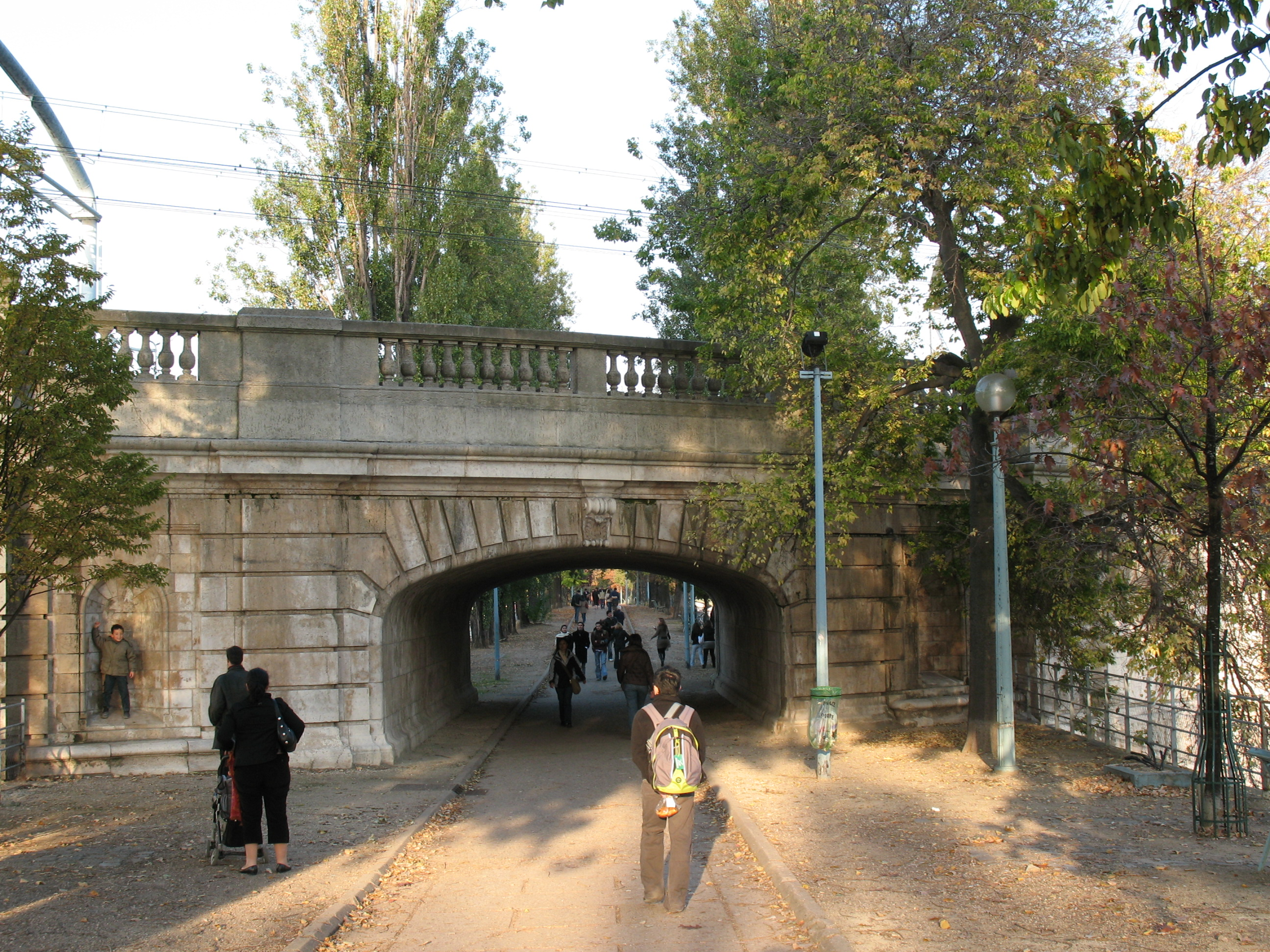
L'Île aux Cygnes in corrispondenza del Pont Rouelle
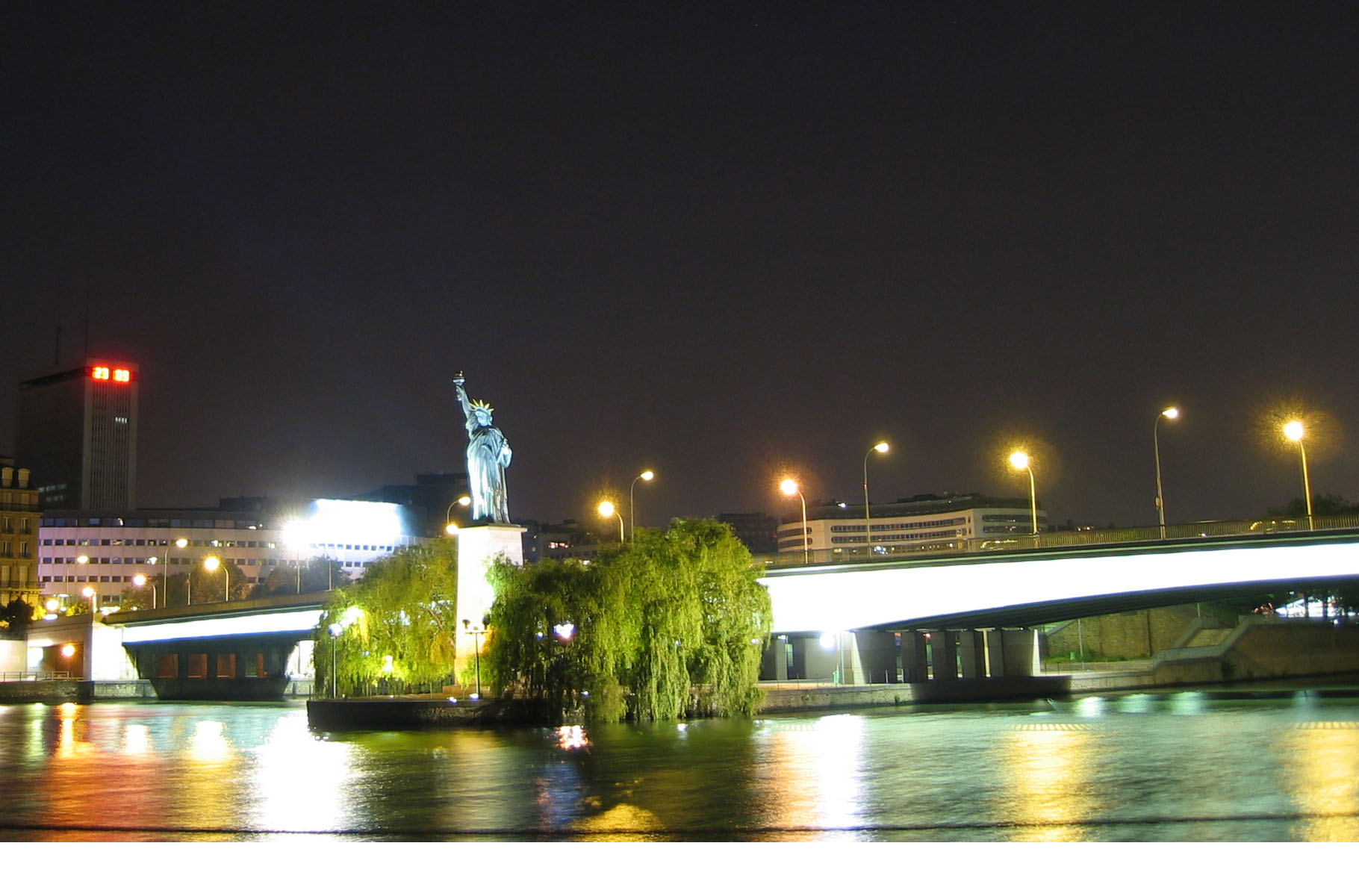
La replica della statua della Libertà al termine dell' Île aux Cygnes
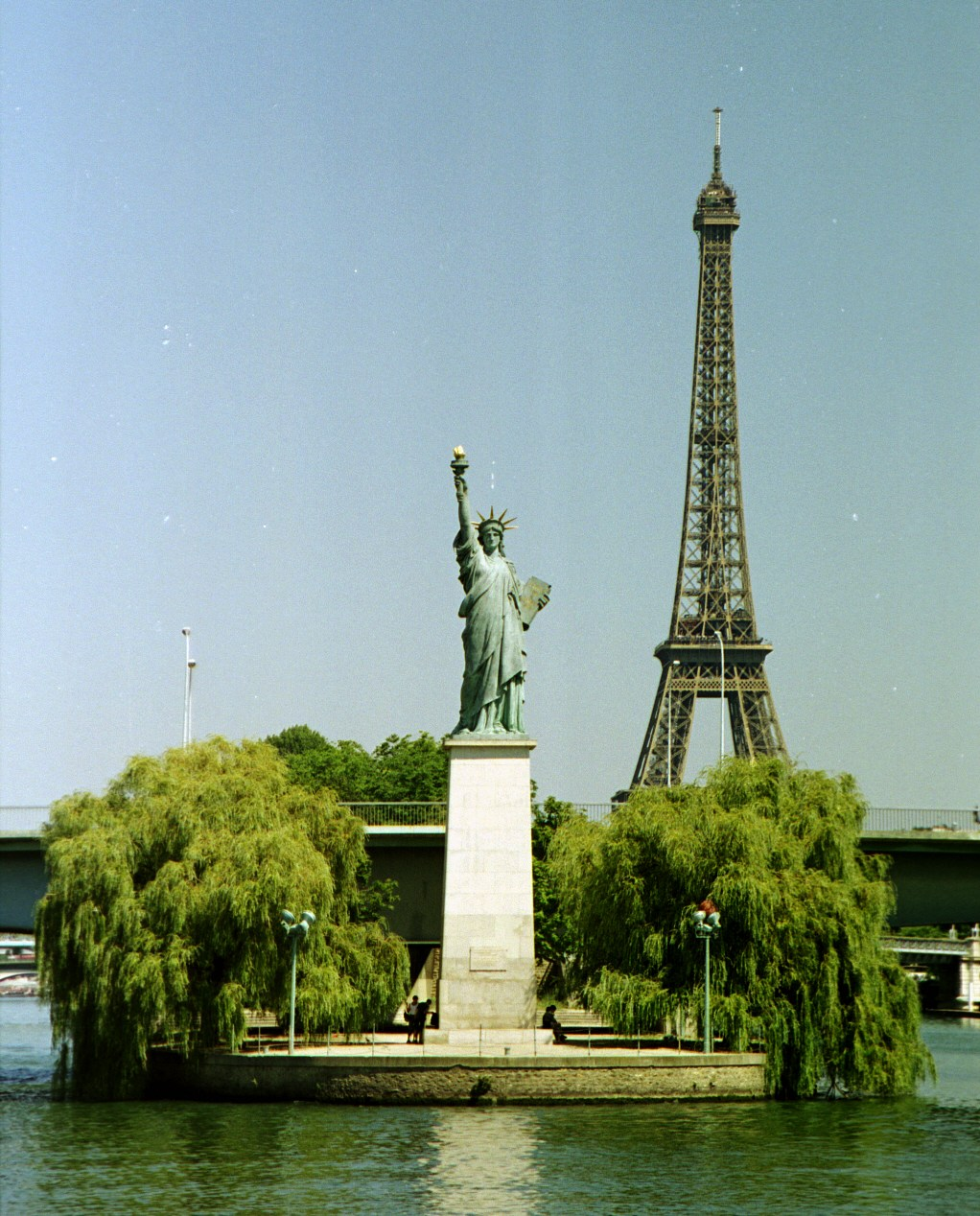
La replica della statua della Libertà con lo sfondo della Torre Eiffel
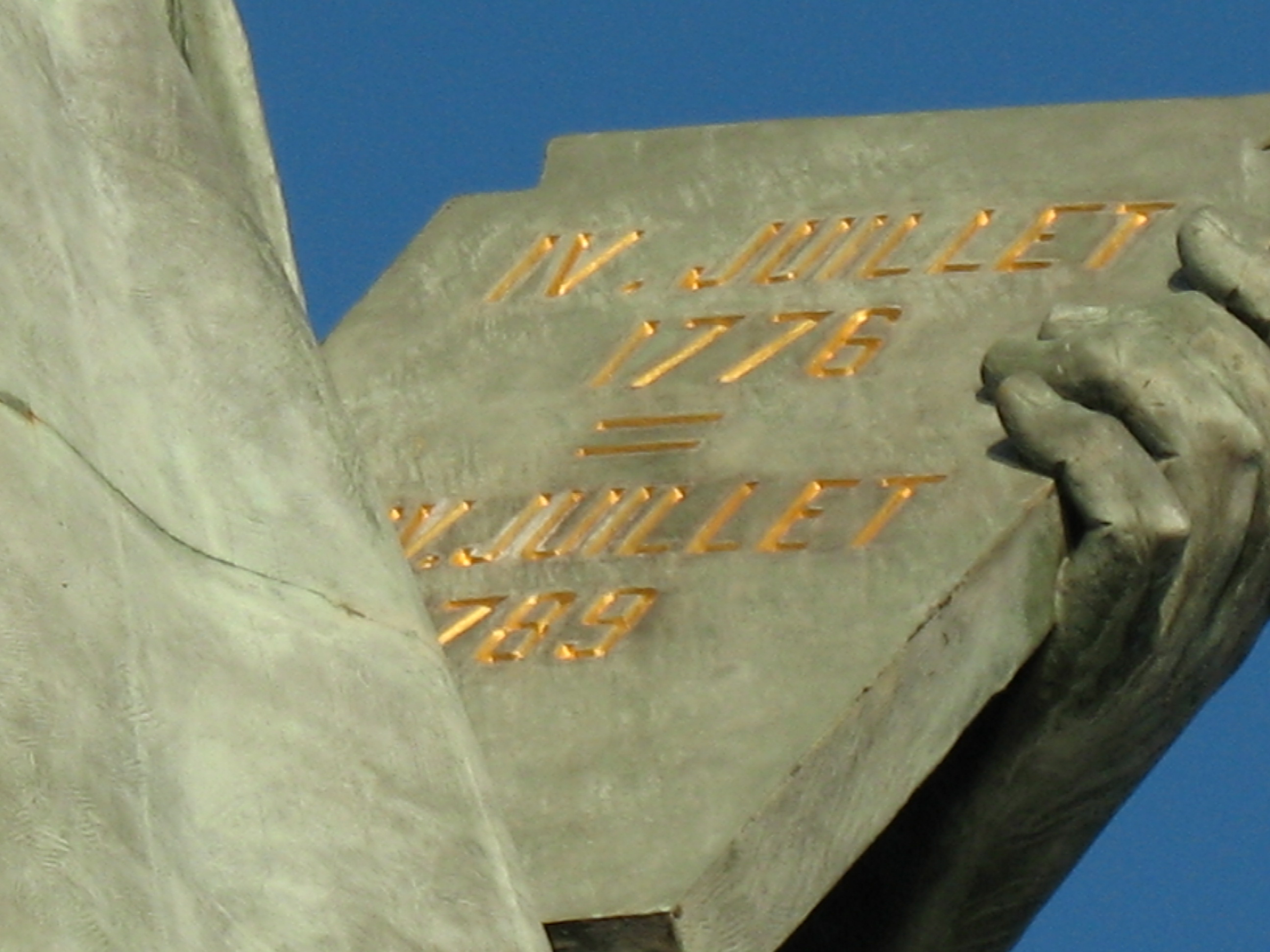
La placca commemorativa delle rivoluzioni americana e francese